# احمد دشتی نجفی
|
| دوران = (مجتهد معاصر درگذشته)
| رنگ = #cef2e0
| تصویر =Mirza Ahmad Dashti Najafi.JPG
| توضیح تصویر =حاج میرزا احمد دشتی نجفی
| امضا =
| نام = حاج میرزا احمد دشتی نجفی
| عنوان = 
| زادروز = ۱۲۸۷ خ
| درگذشت = ۲۶ شهریور ۱۳۹۰ خ
| مذهب =شیعه دوازده‌امامی
| سنت مدرسه‌ای = فقه جعفری
| نژاد = ایرانی
| منطقه = دشتی، استان بوشهر
| زمینه‌های فعالیت = فقه
| ایده قابل‌ذکر =
| آثار = شرح روضة البهیة
| تأثیرپذیری از =
| تأثیرگذاری بر = سید ابوالحسن اصفهانی
عبدالهادی شیرازی
خویی
}}
حاج میرزا احمد دشتی نجفی، زاده ۱۲۸۷ خورشیدی در کاکی فرزند ملا حسن، از مجتهدان سرشناس معاصر، اهل استان بوشهر که در شهریورماه سال ۱۳۹۰ خورشیدی درگذشت.

## تولد
میرزا احمد دشتی که به دشتی نجفی معروف اند، متولد حدود سال ۱۲۸۷ هجری شمسی مطابق با ۱۳۲۶ قمری (۱۹۱۷ میلادی)، فرزند ملا حسن، از مجتهدان سرشناس معاصر است. وی زمانی که پدرش به خواهش خان وقت کاکی و عده‌ای از مردم این شهر برای چند سالی در کاکی توقف نمود، در همان‌جا متولد شد.

## خانواده

### پدر
پدرش آخوند ملاحسن ، فرزند حاج حسن، فرزند ابراهیم، فرزند غلام، فرزند حاجی بزرگ از مجتهدین منطقه کاکی بود که در روستای گنخک کاکی متولد شد. بعد از خواندن مقدمات علوم دینی به نجف رفت و از علمای مشهور آن روز از جمله علی قوچانی (شاگرد آخوند خراسانی صاحب کفایه)، فقه و اصول و سایر علوم و فنون آموخت؛ و بعد از اینکه دروس حوزوی را تا سطح خاصی دنبال کرد، به دشتی مراجعت نمود و در شهر کاکی سکونت اختیار نمود و تا زمانی که از کاکی به گنخک نرفته بود، کارش نشر احکام دین و اقامه جماعت بود.
ملاحسن در مبارزات سیاسی، اجتماعی در دشتی نقش ارزنده‌ای ایفا نموده، وی با مساعدت و همکاری جمعی از علمای بزرگ، مخصوصاً حاج شیخ جعفر محلاتی در نبرد با هجوم انگلیس به جنوب ایران قیام نموده و بنا به گفته معمرین، مردم دشتی آخوند ملاحسن که روحانی شجاع و نترسی بود را به عنوان رهبری مذهبی خود در این مبارزه انتخاب کردند. در زمان جنگ جهانی اول که انگلیسی‌ها به بوشهر و دلوار حمله کردند، وی به همراه بزرگانی مانند سید مصطفی بهزادی (حسینی) و … نقش مهمی در بسیج نیروهای دشتی برای اعزام به دلوار داشت. خود وی نیز لباس رزم پوشیده و به اتفاق میرزا باقر گزدرازی (پدر میرزا جواد نمازی) حاج میرزا محمود دشتی از گنخک رؤسا، عبدالعلی (فرزند  عبدالنبی دشتی) از زیارت، ابراهیم سرمستانی از سرمستان، ابراهیم بحرانی از دیر و آقا سید حسن بن آقا علی بن آقا محمد امین از کاکی و سایر سرداران به همراه نیروهای رزمنده دشتی برای اعزام به دلوار در خورموج اردو زده بودند که زنان و بچه‌های خورموج با اشعار محلی این اردو را برای شرکت در جنگ تشویق می‌کردند، ولی چون در خورموج بر اثر بیماری آنفلوآنزا چندتن از نیروهایش درگذشتند و عده‌ای از جمله خود وی دچار این بیماری شدند، به ناچار به گنخک برمی‌گردد.

### مادر
مادر وی بی بی نساء از خاندان سادات و صبیه سید محمد حسینی دشتی بود

### فرزندان
محمدتقی
محمدحسن
محمدباقر
محمدعلی
محسن 
محمدحسین

## تحصیلات

### ورود به مکتبخانه
دشتی نجفی در سنین کودکی و نوجوانی قرآن و مقدمات را در نزد پدرش فرا گرفت و همچنین در مکتب خانه روستای گنخگ، نزد «ملا قاسم» (والد عباس جلالی) با شوق و ذوق وصف ناشدنی و در کنار دیگر هم سن و سالان به فراگیری و رو خوانی قرآن همت گماشت. جالب اینکه در همان مکتبخانه کوچک روستا، آثار فراست و کیاست تیزهوشی در چهره «میرزا احمد» کاملاً هویدا بود و بسیاری از مردم بعینه آینده درخشانی را از همان سنین برایش پیش‌بینی می‌کردند.
ملاحسن و همسرش از آنچه که لازم بود به میرزا احمد بیاموزند، فروگذار نکردند، میرزا احمد در سن ۶ سالگی (سال۱۲۸۶ ه.ش) وارد مکتبخانه شد و زیر نظر مکتبدار دلسوز، مسائل دینی را فرا گرفت و چون خود نیز دارای حافظه و استعداد کم‌نظیری بود، ملا حاج قاسم بارها به پدرش گوشزد کرده بود که به این کودک عنایت خاص داشته باشد و در قدر و منزلت، او را بزرگ بشمارد؛ و با لحنی صریح به وی گفته بود از نظر حافظه و استعداد نه تنها بر همه فرزندانت، که بر دودمانت برتری دارد و آینده اش بسیار درخشان است.

### استادان مقدمات و سطح
- سید علینقی دشتی
- ملا حسین فقیه حسنانی
- آخوند ملا فتح‌الله دشتی

### استادان دروس عالی در نجف
دشتی یک سال از محضر آقا سید علی نقی کسب فیض کرد و پس از آن که سیوطی را گذراند، با تشویق مکرر وی هر چند طلبه‌ای نوجوان و فقیر بود، توانست با مساعدت مالی تنی چند از خیرین منطقه، در سن حدود ۱۳ سالگی عازم حوزه علمیه نجف شود. او با ورود به حوزه کهن نجف بود که توانست فرصتی برای بروز استعداد خویش در زمینه تحصیل علوم دینی و حوزوی فراهم کند. وی در نجف محضر استادان بزرگی را درک کرد و بهره‌های بسیار علمی و اخلاقی کسب نمود. استادان وی در نجف عبارتند از:
1. سید ابوالحسن اصفهانی
2. آقا ضیاءالدین عراقی
3. سید عبدالهادی شیرازی
4. محمدکاظم شیرازی
5. سید محسن طباطبائی حکیم
6. سید محمود شاهرودی
7. سید ابوالقاسم خویی

## اجتهاد
ایشان از سید ابوالحسن اصفهانی وسید عبدالهادی شیرازی اجازه اجتهاد گرفت دراین مورد  محمد شریف رازی در کتاب گنجینه دانشمندان،  چنین می‌گوید: «حاج میرزا احمد بن علامه ملا حسن دشتی نجفی بعد از فراغت از سطوح و در محضر آیات عظام و استادان والا مقام نظیر میرزا ابوالحسن مشکینی و آیت العظمی اصفهانی و ضیاءالدین اراکی و حاج شیخ کاظم شیرازی و میرزا عبدالهادی شیرازی استفاده کرده تا به مدارج عالیه، اجتهاد و فقاهت نائل و آیات نامبرده علم و کمال و اجتهاد ایشان را گواهی کرده و اجازاتی مرقوم نمودند که نگارند آنها را دیده‌ام.»

## تدریس
دشتی نجفی بعد از سال‌ها تحصیل در حوزه شریف نجف، به عنوان یکی از مدرسین مطرح حوزه علمیه امر تدریس را با جدیت و نظم خاصی شروع کرد و از همین طریق نیز به تربیت شاگردان بی شماری پرداخت که اکنون هر کدام در جای جای عالم اسلام مشغول خدمت بوده و بعضاً از مدرسان بزرگ حوزه علمیه نجف و قم هستند.
از جمله شاگردان او می توان شیخ عباس حاجیانی دشتی را نام برد که موفق به کسب اجازه اجتهاد از دشتی نجفی شد‌.

## بازگشت به ایران
دشتی پس از حدود نیم قرن اقامت در عراق و تحصیل و تدریس دروس حوزوی، در سال ۱۳۵۰ هـ. ش به دلیل فشار و اجبار دولت بعثی عراق بر شیعیان و ایرانیان مقیم عتبات به ایران مراجعه کرد. وی این بار راهی حوزه علمیه قم شد تا به تربیت طلاب شیعه همت گمارد. وی در قم نیز به تدریس دروسی چون: کفایتین، خارج فقه و اصول پرداخته و موفق شد شاگردان زیادی را تربیت نماید.

## تألیف
میرزا احمد دشتی پس از سفر به ایران و اقامت در شهر قم، چندین سال عمر خویش را صرف نگارش کتابی در شرح روضه البهیه اثر شهید ثانی نمود که شرحی بر لمعه می‌باشد. اثر گرانسنگ  میرزا احمد دشتی نجفی با عنوان «شرح الروضه البهیه فی شرح اللمعه الدمشقیه» کتابی است که اکنون در پنج جلد چاپ و منتشر شده‌است و با نهایت دقت و تأمل، غوامض و ابهامات کتاب شهید ثانی را با قلمی عمیق و علمی مکشوف نموده است.

## ویژگی‌های فردی
نزد مردم مشهور بوده و هست که وی در زهد و ورع و پارسایی و صبر، کم‌نظیر بوده، علاقه‌ای فراوان به معصومین و سادات داشته و همواره مشغول خواندن اذکار و اوارد بود. بسیار ساده زیست بوده و از زخاف دنیا پرهیز می‌کرد. همین صفات و فضایل و نیز مرتبه بالایی که در فقه داشت باعث شده که وی بسیار مورد ارادت و توجه مردم دینمدار قرار گیرد تا جایی که خانه و مجلس اش همواره مملو از جمعیت مشتاق وی بود.

## خدمات و آثار
1. تألیف کتاب ارزشمند شرح روضه البهیه در پنج جلد
2. تدریس در حوزه‌های علمیه نجف و قم
3. اهداء زمین ساختمان کانون قرآن (جنات النعیم) کاکی.
4. احداث مسجد و حسینیه در روستای گنخک شیخ‌ها
5. تأسیس مدرسه علمیه کنگان
6. تأسیس مدرسه علمیه خورموج
7. تأسیس و راه اندازی خانه‌های قرآن در منطقه دشتی
8. مدرسه‌ای به نام امام عصر در قم؛ این مدرسه در ابتدای خیابان انقلاب (چهارمردان) است که حال زیر نظر شورای حوزه می‌باشد و حدود ۸۰ حجره دارد و طلاب زیادی در آنجا مشغول تحصیل هستند.

## شعری در وصف وی
دشتی تو را به سینه خود چون صدف گرفت
وقتی تو را چو گوهر تابان به کف گرفت
دشتی که خاک پاک شما بوده، ای بزرگ
از حسن تو به وسعت ایران شرف گرفت
نشناختند قدر تو را در دیارمان
قم آمد و وجود تو را در صدف گرفت
نفرین به رسم و شیوه این روزگار باد
یک قرن گنج معرفتت را خزف گرفت

## درگذشت
میرزا احمد دشتی فصولی از سال را در موطن خود روستای گنخک شیخ‌ها از توابع بخش کاکی شهرستان دشتی به نحوی ساده و بی‌آلایش می‌گذراند و چند سال اخیر را در شهر شُنبه شهرستان دشتی ساکن بود. در اردیبهشت ماه سال ۱۳۸۹ کنگره بزرگداشت وی در بوشهر و خورموج برگزار شد و عاقبت این عالم پس از عمری تلاش و کوشش در راه خدمت به مردم در بامداد شنبه ۲۶ شهریور ۱۳۹۰ در سن ۱۰۴ سالگی در بندر بوشهر درگذشت و پس از تشییع در بوشهر و قم و نماز ناصر مکارم شیرازی برجنازه ایشان اقامه شد در حرم فاطمه معصومه و حجره روبروی قبر قطب راوندی و در جهت مقابل صحن آیینه دفن گردید.